# Pubblico registro automobilistico
Il pubblico registro automobilistico (P.R.A.) in Italia è un registro pubblico istituito nel 1927 e gestito dall'Automobile Club d'Italia.

## Caratteristiche
La ragione della sua istituzione è da ricercarsi nell'eliminazione di incertezze e conflitti inerenti alla proprietà dei veicoli e al fine di rafforzare le posizioni giuridiche di chi vanta diritti reali di garanzia su un veicolo. Così si è passato da un regime di bene mobile comune, dove il "possesso vale titolo", al regime di "bene mobile registrato". Inizialmente dovevano essere iscritti al registro gli autoveicoli, denominazione in cui venivano compresi "le autovetture, gli autocarri, le trattrici coi relativi veicoli rimorchiati e ogni altro veicolo assimilabile ai predetti", nonché i motocicli "con esclusione dei velocipedi muniti di piccoli motori ausiliari, ordinariamente chiamati biciclette a motore o motoleggere".

## Storia
L'auto comincia a diventare un fenomeno importante in Italia nei primi dieci anni del 1900. Fino a inizio secolo non esistono in Italia leggi che disciplinino l'uso e la circolazione dei veicoli, né tantomeno che garantiscano i proprietari.
Agli eventuali conflitti sulla proprietà di un veicolo si applicava l'art. 707 del Codice Civile del 1865 che stabilisce che "il possesso vale titolo". In pratica chi è in possesso del veicolo è considerato proprietario.
Quando i veicoli hanno cominciato ad avere una importanza economica rilevante si è stati costretti a ripensare questa impostazione.
Nel 1927 nasce così il PRA, che consente di superare il "possesso vale titolo".
Il PRA riceve gli atti di compravendita dei veicoli, li controlla, li trascrive nel Registro. Conserva tutti i fascicoli relativi ai passaggi di proprietà contenenti gli atti pubblici e privati autenticati, ne dà copia a chiunque abbia interesse; inoltre fornisce visure e certificazioni su quanto contenuto in archivio.
Grazie alla certezza data dal PRA il proprietario di un veicolo potrà inoltre garantire un debito con il valore del veicolo, iscrivendovi sopra un'ipoteca.
La tenuta del Pubblico Registro viene affidata all'ACI, Ente rappresentativo dei propri Soci e degli automobilisti in generale.
In questo modo sono gli automobilisti, attraverso il loro Club, a diventare amministratori di sé stessi e a gestire il Pubblico Registro del quale sono i destinatari.
In questo modo ACI oltre a rappresentare gli interessi degli automobilisti nei confronti dello Stato, viene delegato dallo Stato a fornire un servizio agli automobilisti.

## Organizzazione
Ai sensi dell'art. 2 del R.D. n. 1814/1927, l'archivio del PRA è organizzato secondo una "base reale", secondo cui "ogni autoveicolo viene iscritto nel foglio del PRA che porta il numero progressivo corrispondente a quella della licenza di circolazione". Di conseguenza, tutte le richieste devono essere fatte con riferimento alla targa automobilistica del veicolo.
Territorialmente il PRA è organizzato su base provinciale e nel PRA di ogni provincia devono essere iscritti tutti gli autoveicoli dei residenti in quella provincia e sempre nello stesso PRA anche le formalità successive, purché richieste da residenti della stessa provincia. In caso di passaggio di proprietà a favore di un residente di un'altra provincia, si trasferirà la competenza in quest'ultima, dove poi andranno richieste tutte le formalità successive. L'automazione del PRA, e l'istituzione dello Sportello Telematico dell'Automobilista (STA) nel 2000 hanno permesso di richiedere le formalità e il rilascio del Certificato di Proprietà (CDP), senza vincolo di competenza di conseguenza presso gli uffici di un altro PRA.
Il PRA è gestito dall'ACI - Automobile Club d'Italia - Ente pubblico non economico.

## Atti con obbligo di iscrizione
Nell'art. 815 del codice civile del 1942, viene stabilito che i beni iscritti nei pubblici registri sono soggetti a specifiche disposizioni normative e che solo in mancanza di queste, sono regolati secondo le disposizioni dei beni mobili.
Al PRA devono essere registrati:
- contratti di compravendita di autoveicoli, motoveicoli, rimorchi con portata superiore a 3,5 tonnellate;
- diritti di garanzia inerenti ai veicoli registrati (ipoteche).

Nell'art. 2684 del codice civile, si conferma per gli autoveicoli il sistema della trascrizione al PRA, in particolare:
- atti di vendita e comunque tutti i negozi giuridici e i provvedimenti che a qualunque titolo producono effetti sulla proprietà di un veicolo;
- contratti che riguardano i diritti di usufrutto di un veicolo;
- domande giudiziali relative agli atti soggetti a trascrizione o che abbiano il fine di impugnare la validità della trascrizione;
- pignoramento e il sequestro conservativo del veicolo

Si effettuano anche le annotazioni di:
- perdite di possesso
- fermi amministrativi
- contratti di leasing
- cessazione della circolazione

L'art.2810 del codice civile inserisce inoltre gli autoveicoli tra i beni mobili su cui è possibile iscrivere l'ipoteca.
Il PRA è anche utilizzato come banca dati per la riscossione delle tasse automobilistiche, il cosiddetto bollo auto.
Con l'art. 10 della legge 8 luglio 2003, n. 172, si è esclusa la registrazione al PRA dei rimorchi aventi massa complessiva inferiore a 3,5 tonnellate.

## I referendum e le proposte di legge per l'abolizione

### Il referendum abrogativo
Nel 1995 la rivista "Quattroruote", sostenuta dai Club Pannella, da Adt e da numerose associazioni di consumatori promuove la raccolta di firme per un referendum per l'abolizione del PRA.
Il quesito proposto era "Volete voi che sia abrogato l'intero regio decreto-legge n. 436 del 15 marzo 1927, convertito nella legge n. 510 del 19 febbraio 1928, intitolato "Disciplina dei contratti di compravendita degli autoveicoli ed istituzione del pubblico registro automobilistico presso le sedi dell'Automobile club d'Italia?".
Il referendum è stato dichiarato inammissibile dalla corte costituzionale con sentenza n. 42/1997
Tra l'altro la corte costituzionale ha evidenziato come sia importante individuare in ogni momento con certezza il proprietario di un veicolo: basti pensare al fenomeno dell'infortunistica stradale e agli aspetti tributari connessi ai veicoli.
L'alto numero di autoveicoli in circolazione ha portato all'istituzione di vari uffici (come la Motorizzazione civile) preposti alla cura di altri aspetti relativi all'automobile. Sussistono, quindi, distinti apparati, facenti capo a vari enti (e ai Ministeri delle finanze e dei trasporti), le cui funzioni possono apparire parzialmente sovrapponibili, ma che svolgono in realtà una pluralità di funzioni di diversa natura e disciplinate da distinti testi normativi.

### La proposta di legge per l'abolizione
Il 9 giugno 2010, nell'ambito della commissione parlamentare di controllo sulle attività degli enti gestori di forme obbligatorie di previdenza e assistenza sociale, è stata presentata dal deputato Giorgio Jannone la proposta di legge C. 3533 che mira all'abolizione del PRA.
Nel progetto di legge, presso il Dipartimento per i trasporti, la navigazione e i sistemi informativi e statistici del Ministero delle infrastrutture e dei trasporti è istituito un archivio informatizzato con la funzione specifica di raccogliere i dati aggiornati relativi allo stato tecnico, giuridico e patrimoniale degli automezzi immatricolati, nonché i dati relativi ai possessori. La proposta di legge non ha poi avuto seguito.
Con la proposta di legge del 27 febbraio 2019, che ha per primo firmatario il deputato Arianna Spessotto, si è tentato ancora di mettere ordine e rimuovere le inefficienze anacronistiche delle disposizioni ormai quasi centenarie dei decreto-legge del 1927 e 1928.